# Gran Premi d'Abu Dhabi de Fórmula 1 del 2009
El Gran Premi d'Abu Dhabi de Fórmula 1 de la Temporada 2009 es va disputar l'1 de novembre del 2009 al circuit de Yas Marina.

## Qualificacions
Els cotxes amb kers estan marcats amb un "‡"
| Pos. | N. | Pilot                | Equip - motor          | Q1       | Q2       | Q3       | Graella |
| ---- | -- | -------------------- | ---------------------- | -------- | -------- | -------- | ------- |
| 1    | 1‡ | Lewis Hamilton       | McLaren - Mercedes     | 1:39.873 | 1:39.695 | 1:40.948 | 1       |
| 2    | 15 | Sebastian Vettel     | Red Bull - Renault     | 1:40.666 | 1:39.984 | 1:41.615 | 2       |
| 3    | 14 | Mark Webber          | Red Bull - Renault     | 1:40.667 | 1:40.272 | 1:41.726 | 3       |
| 4    | 23 | Rubens Barrichello   | Brawn - Mercedes       | 1:40.574 | 1:40.421 | 1:41.786 | 4       |
| 5    | 22 | Jenson Button        | Brawn - Mercedes       | 1:40.378 | 1:40.148 | 1:41.892 | 5       |
| 6    | 9  | Jarno Trulli         | Toyota                 | 1:40.517 | 1:40.373 | 1:41.897 | 6       |
| 7    | 5  | Robert Kubica        | BMW Sauber             | 1:40.520 | 1:40.545 | 1:41.992 | 7       |
| 8    | 6  | Nick Heidfeld        | BMW Sauber             | 1:40.558 | 1:40.635 | 1:42.343 | 8       |
| 9    | 16 | Nico Rosberg         | Williams - Toyota      | 1:40.842 | 1:40.661 | 1:42.583 | 9       |
| 10   | 12 | Sébastien Buemi      | Toro Rosso - Ferrari   | 1:40.908 | 1:40.430 | 1:42.713 | 10      |
| 11   | 4‡ | Kimi Räikkönen       | Ferrari                | 1:41.100 | 1:40.726 |          | 11      |
| 12   | 10 | Kamui Kobayashi      | Toyota                 | 1:41.035 | 1:40.777 |          | 12      |
| 13   | 2‡ | Heikki Kovalainen    | McLaren - Mercedes     | 1:40.808 | 1:40.983 |          | 18      |
| 14   | 17 | Kazuki Nakajima      | Williams - Toyota      | 1:41.096 | 1:41.148 |          | 13      |
| 15   | 11 | Jaume Alguersuari    | Toro Rosso - Ferrari   | 1:41.503 | 1:41.689 |          | 14      |
| 16   | 7  | Fernando Alonso      | Renault                | 1:41.667 |          |          | 15      |
| 17   | 21 | Vitantonio Liuzzi    | Force India - Mercedes | 1:41.701 |          |          | 16      |
| 18   | 20 | Adrian Sutil         | Force India - Mercedes | 1:41.863 |          |          | 17      |
| 19   | 8  | Romain Grosjean      | Renault                | 1:41.950 |          |          | 19      |
| 20   | 3‡ | Giancarlo Fisichella | Ferrari                | 1:42.184 |          |          | 20      |

## Cursa
| Pos. | Núm. | Pilot                | Equip-motor            | Voltes | Temps/Retirat    | Graella | Punts |
| ---- | ---- | -------------------- | ---------------------- | ------ | ---------------- | ------- | ----- |
| 1    | 15   | Sebastian Vettel     | Red Bull - Renault     | 55     | 1h 34' 03. 414   | 2       | 10    |
| 2    | 14   | Mark Webber          | Red Bull - Renault     | 55     | + 17.857 s       | 3       | 8     |
| 3    | 22   | Jenson Button        | Brawn - Mercedes       | 55     | + 18.467 s       | 5       | 6     |
| 4    | 23   | Rubens Barrichello   | Brawn - Mercedes       | 55     | + 22.735 s       | 4       | 5     |
| 5    | 6    | Nick Heidfeld        | BMW Sauber             | 55     | + 26.253 s       | 8       | 4     |
| 6    | 10   | Kamui Kobayashi      | Toyota                 | 55     | + 28.343 s       | 12      | 3     |
| 7    | 9    | Jarno Trulli         | Toyota                 | 55     | + 34.366 s       | 6       | 2     |
| 8    | 12   | Sébastien Buemi      | Toro Rosso - Ferrari   | 55     | + 41.294 s       | 10      | 1     |
| 9    | 16   | Nico Rosberg         | Williams - Toyota      | 55     | + 45.941 s       | 9       |       |
| 10   | 5    | Robert Kubica        | BMW Sauber             | 55     | + 48.180 s       | 7       |       |
| 11   | 2‡   | Heikki Kovalainen    | McLaren - Mercedes     | 55     | + 52.798 s       | 18      |       |
| 12   | 4‡   | Kimi Räikkönen       | Ferrari                | 55     | + 54.317 s       | 11      |       |
| 13   | 17   | Kazuki Nakajima      | Williams - Toyota      | 55     | + 59.839 s       | 13      |       |
| 14   | 7    | Fernando Alonso      | Renault                | 55     | + 1' 09.687 min. | 15      |       |
| 15   | 21   | Vitantonio Liuzzi    | Force India - Mercedes | 55     | + 1' 34.450 min. | 16      |       |
| 16   | 3‡   | Giancarlo Fisichella | Ferrari                | 54     | + 1 Volta        | 20      |       |
| 17   | 20   | Adrian Sutil         | Force India - Mercedes | 54     | + 1 Volta        | 17      |       |
| 18   | 8    | Romain Grosjean      | Renault                | 54     | + 1 Volta        | 19      |       |
| Ret  | 1‡   | Lewis Hamilton       | McLaren - Mercedes     | 19     | Frens            | 1       |       |
| Ret  | 11   | Jaume Alguersuari    | Toro Rosso - Ferrari   | 17     | Caixa canvi      | 14      |       |

## Altres
- Pole: Lewis Hamilton 1' 40. 948
- Volta ràpida: Sebastian Vettel 1' 40. 279 (a la volta 54)